# Лютеций
| 71         | Лютеций |
| Lu174,9668 |         |
| 4f145d16s2 |         |

Люте́ций (химический символ — Lu, от лат. Lutetium) — химический элемент 3-й группы (по устаревшей классификации — побочной подгруппы третьей группы, IIIB) шестого периода периодической системы химических элементов Д. И. Менделеева, с атомным номером 71.
Относится к семейству лантаноидов и редкоземельных элементов. Природный лютеций слабо радиоактивен.
Простое вещество лютеций — плотный металл серебристо-белого цвета.

## История открытия
Элемент в виде оксида в 1907 году независимо друг от друга открыли французский химик Жорж Урбэн, австрийский минералог Карл Ауэр фон Вельсбах и американский химик Чарльз Джеймс. Все они обнаружили лютеций в виде примеси к оксиду иттербия, который, в свою очередь, был открыт в 1878 году как примесь к оксиду эрбия, выделенному в 1843 году из оксида иттрия, обнаруженного в 1797 году в минерале гадолините. Все эти редкоземельные элементы имеют очень близкие химические свойства. Приоритет открытия принадлежит Ж. Урбэну.

## Происхождение названия
Название элемента его первооткрыватель Жорж Урбэн произвёл от латинского названия Парижа — Lutetia Parisiorum. Для иттербия, от которого был отделён лютеций, было предложено название «неоиттербий». Оспаривавший приоритет открытия элемента фон Вельсбах предложил для лютеция название «кассиопий» (cassiopium), а для иттербия — «альдебараний» (aldebaranium) в честь Кассиопеи, созвездия северного неба, и Альдебарана, самой яркой звезды созвездия Тельца, соответственно. Учитывая приоритет Урбэна в разделении лютеция и иттербия, в 1914 году Международная комиссия по атомным весам приняла название Lutecium, которое в 1949 году было изменено на Lutetium (русское название не менялось). Тем не менее до начала 1960-х годов в работах немецких учёных употреблялось название «кассиопий».

## Свойства

### Физические свойства
Полная электронная конфигурация атома лютеция: 1s22s22p63s23p64s23d104p65s24d105p66s24f145d1
Лютеций — металл серебристо-белого цвета, легко поддаётся механической обработке. Он является самым тяжёлым элементом среди лантаноидов как по атомному весу, так и по плотности (9,8404 г/см3). Температура плавления лютеция (1663 °C) максимальна среди всех редкоземельных элементов. Благодаря эффекту лантаноидного сжатия среди всех лантаноидов лютеций имеет наименьшие атомный и ионный радиусы. Является проводником, как и все металлы.

### Химические свойства
По химическим свойствам лютеций является типичным лантаноидом: при комнатной температуре на воздухе лютеций покрывается плотной оксидной плёнкой, при температуре 400 °C окисляется. При нагреве взаимодействует с галогенами, серой и другими неметаллами.
Лютеций реагирует с неорганическими кислотами с образованием солей. При упаривании водорастворимых солей лютеция (хлорида, сульфата, ацетата, нитрата) образуются кристаллогидраты.
При взаимодействии водных растворов солей лютеция с фтороводородной кислотой образуется очень малорастворимый осадок фторида лютеция LuF3. Это же соединение можно получить при реакции оксида лютеция Lu2O3 с газообразным фтороводородом или фтором.
Гидроксид лютеция образуется при гидролизе его водорастворимых солей.

### Аналитическое определение
Как и другие редкоземельные элементы, может быть определён фотометрически с реагентом ализариновый красный С.

## Получение
Для получения лютеция производится его выделение из минералов вместе с другими тяжёлыми редкоземельными элементами. Отделение лютеция от других лантаноидов ведут методами экстракции, ионного обмена или дробной кристаллизацией, а металлический лютеций получается при восстановлении кальцием из фторида LuF3.

### Цены
Цена металлического лютеция чистотой >99,9 % составляет 3,5—5,5 тыс. долларов за 1 кг. Лютеций является самым дорогим из редкоземельных металлов, что обусловлено трудностью его выделения из смеси редкоземельных элементов и ограниченностью использования.

## Применение

### Носители информации
Феррогранаты, допированные лютецием (например, гадолиний-галлиевый гранат, GGG), используются для производства носителей информации на ЦМД (цилиндрических магнитных доменах).

### Лазерные материалы
Используется для генерации лазерного излучения на ионах лютеция. Скандат, галлат и алюминат лютеция, допированные ионами гольмия и тулия, генерируют излучение с длиной волны 2,69 мкм, а ионами неодима — 1,06 мкм, и являются материалами для производства мощных лазеров военного и медицинского назначения. Лазерным материалом является также  лютеций-алюминиевый гранат (LuAG).

### Магнитные материалы
Сплавы для очень мощных постоянных магнитов систем лютеций-железо-алюминий и лютеций-железо-кремний обладают очень высокой магнитной энергией, стабильностью свойств и высокой точкой Кюри, но очень высокая стоимость лютеция ограничивает их применение только наиболее ответственными областями использования (специальные исследования, космос и др.).

### Жаропрочная проводящая керамика
Некоторое применение находит хромит лютеция.

### Ядерная физикаиэнергетика
Оксид лютеция находит небольшое по объёму применение в атомной технике как поглотитель нейтронов, а также в качестве активационного детектора. Монокристаллический силикат лютеция (Lu2(SiO3)3), допированный церием (LSO:Ce), является очень хорошим сцинтиллятором и в этом качестве используется для детектирования частиц в ядерной физике, физике элементарных частиц, ядерной медицине (в частности, в позитрон-эмиссионной томографии). Ещё чаще используется ортосиликат лютеция-иттрия (LYSO), имеющий формулу Lu2(1-x)Y2xSiO5, а также лютеций-алюминиевый гранат (LuAG) и иодид лютеция.

### Высокотемпературная сверхпроводимость
Оксид лютеция применяется для регулирования свойств сверхпроводящих металлооксидных керамик.

### Металлургия
Добавление лютеция к хрому и его сплавам придает лучшие механические характеристики и улучшает технологичность.
В последние годы значительный интерес к лютецию обусловлен, например, тем, что при легировании лютецием ряда жаростойких материалов и сплавов на хромоникелевой основе резко возрастает их срок службы.

## Изотопы
Природный лютеций состоит из двух изотопов: стабильного 175Lu (изотопная распространённость 97,41 %) и долгоживущего бета-радиоактивного 176Lu (изотопная распространённость 2,59 %, период полураспада 3,78⋅1010 лет), который распадается в стабильный гафний-176. Радиоактивный 176Lu используется в одной из методик ядерной гео- и космохронологии (лютеций-гафниевое датирование). Известны также 32 искусственных радиоизотопа лютеция (от 150Lu до 184Lu), у некоторых из них обнаружены метастабильные состояния (общим числом 18).

## Распространённость в природе
Содержание в земной коре — 0,00008 % по массе. Содержание в морской воде — 0,0000012 мг/л. Основные промышленные минералы — ксенотим, эвксенит, бастнезит.

## Биологическая роль
Не играет какой-либо биологической роли. Растворимые соли лютеция малотоксичны.